# Mieczysław Tarka
Mieczysław Tarka (ur. 11 grudnia 1919 w Poznaniu, zm. 7 lutego 1976 w Poznaniu) – polski piłkarz początkowo grający na pozycji środkowego pomocnika, a następnie środkowego obrońcy, dwukrotny reprezentant Polski, po zakończeniu kariery również trener piłkarski.

## Kariera klubowa
Karierę piłkarską związał wyłącznie z klubem z rodzinnego miasta, Lechem (wówczas KS KPW Poznań). Treningi rozpoczął tam w 1932, i kontynuował grę do wybuchu II wojny światowej. W 1937 roku wystąpił w finałach mistrzostw Polski juniorów. W czasie okupacji brał udział w konspiracyjnych mistrzostwach Poznania, występując w drużynie Dębiec. Po wojnie powrócił do reaktywowanego KKS Poznań i wraz z zespołem wywalczył historyczny awans do I ligi. W latach 1949 i 1950, grając w I lidze zdobył wraz z zespołem dwukrotnie podium Mistrzostw Polski, zajmując trzecie miejsca. Swój pożegnalny mecz w barwach Lecha rozegrał 15 listopada 1953 przeciwko Stali Mielec w Pucharze Polski, zakończony porażką 1:2. Podczas okresu gry w I lidze wystąpił 123 i strzelił 3 gole. Wystąpił także 16 razy i zdobył jedną bramkę w eliminacjach o I ligę. Jako zawodnik Lecha zagrał także w 2 meczach Pucharu Polski (1952-53), 8 meczach Pucharu Zlotu (1952) oraz w 40 meczach klasy A Poznańskiego OZPN w których zdobył 17 goli (1945-47).

## Kariera reprezentacyjna
Zagrał także w dwóch meczach reprezentacji Polski seniorów. W debiucie wystąpił 17 października 1948 podczas spotkania z Finlandią. Pożegnalny mecz zagrał 8 maja 1949 z Rumunią. Był wielokrotnym reprezentantem Poznania. W rozgrywkach o Puchar Kałuży w latach 1946 - 1949 rozegrał 17 meczów zdobywając 1 gola.

## Kariera trenerska
Rok po skończeniu kariery piłkarskiej rozpoczął pracę trenerską dla Lecha Poznań, którego drużynę prowadził do 1957.  Lecha trenował jeszcze dwukrotnie: w latach 1961–1962 i 1966–1968. Był także szkoleniowcem AZS Poznań jesienią 1957 oraz Olimpii Poznań w rozgrywkach drugiej ligi w latach 1959–1960. 
Został pochowany na cmentarzu Miłostowo w Poznaniu (pole 16, rząd 6).

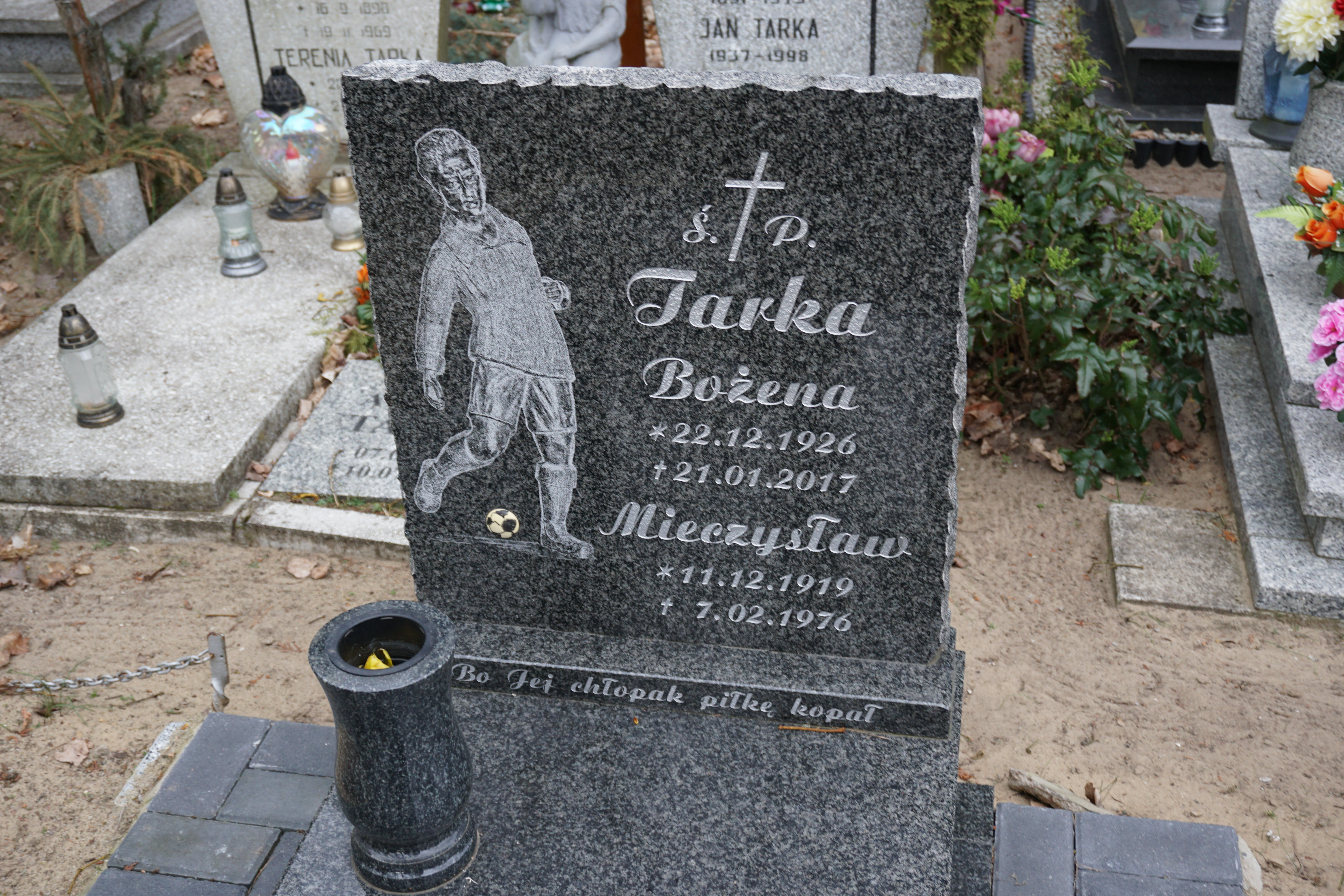
Grób Mieczysława Tarki na cmentarzu Miłostowo w Poznaniu